# Шквал

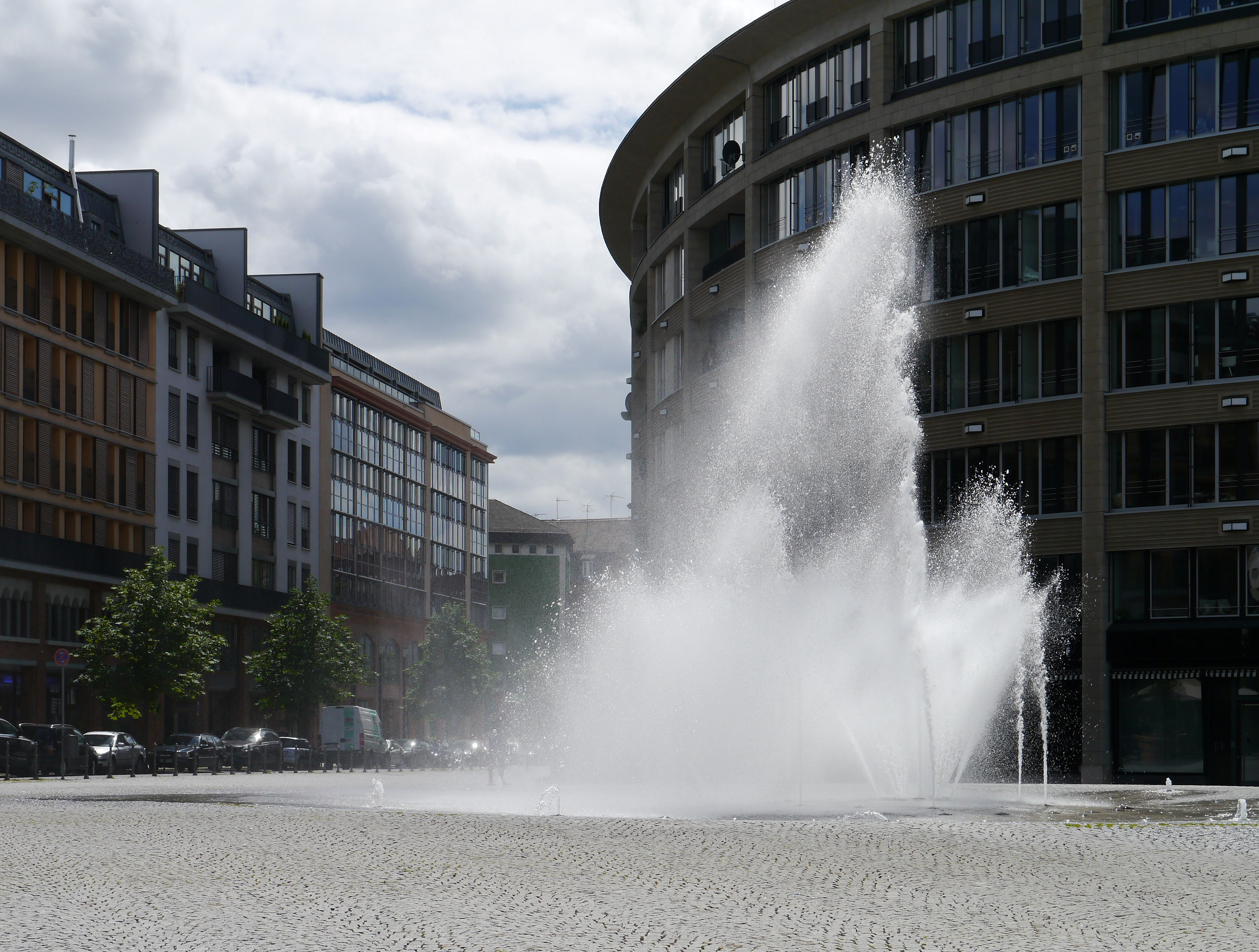
Шквал змінює форму фонтану

Шквал (англ. squall) — різке посилення швидкості вітру протягом короткого проміжку часу на тлі слабкого вітру або штилю. Найчастіше це явище спостерігається під час грози.
Швидкість вітру при шквалі досягає 15—20 м/с, а при окремих поривах 30—40 м/с і більше. Може спостерігатися зміна напрямку вітру. Шквал може тривати декілька хвилин.
Основною причиною виникнення шквалу є взаємодія висхідного потоку повітря в передній частині купчасто-дощової хмари і спадного повітря, охолодженого зливовим дощем.
Шквали вважаються небезпечними метеорологічними явищами. Вони можуть створити загрозу життю і здоров'ю людей та завдати шкоди об'єктам економіки й довкілля. В Україні найчастіше бувають у степовій, лісостеповій зоні та на Поліссі.